# Budënnovsk
Budënnovsk (anche traslitterata come Budennovsk, Budyonnovsk o Budjonnovsk) è una città della Russia meridionale (kraj di Stavropol'), situata sul fiume Kuma, 220 chilometri a sud-est del capoluogo Stavropol'; è il capoluogo amministrativo del distretto omonimo.
Fondata nel 1769, divenne città trent'anni più tardi; la città subì diversi cambi di nome in un lasso di tempo relativamente breve:
- fino al 1920, Svjatoj Krest (russo Святой Крест);
- fino al 1935, Prikumsk (Прикумск);
- fino al 1957, Budënnovsk;
- fino al 1973, torna Prikumsk.

Il nome attuale le venne dato in onore di Semën Michajlovič Budënnyj, comandante militare sovietico.

## Fatti storici

### Occupazione nazista
Durante la seconda guerra mondiale la città subì l'occupazione nazista da parte della Wehrmacht per un periodo di circa cinque mesi, dall'agosto 1942 al gennaio 1943.

### Sequestro nell'ospedale da parte di separatisti ceceni
Il 14 giugno 1995 la città è stata teatro d'un attacco da parte di alcuni separatisti ceceni guidati da Šamil' Basaev, i quali presero in ostaggio circa 1600 persone all'interno di un ospedale cittadino e chiesero il ritiro delle truppe russe dal Caucaso. Le forze speciali russe hanno cercato ripetutamente di intervenire con la forza, ma i terroristi sono riusciti a fuggire servendosi di scudi umani, e sono comunque riusciti a negoziare un cessate il fuoco in Cecenia e l'inizio di colloqui di pace, poi falliti. Le vittime totali sono state 129, oltre a diverse centinaia di feriti.

## Società

### Evoluzione demografica
Fonte: mojgorod.ru
- 1897: 6.500
- 1926: 15.800
- 1939: 23.150
- 1959: 27.900
- 1970: 35.800
- 1979: 45.600
- 1989: 55.300
- 2002: 65.687
- 2007: 65.500